# کنورد شردنگه
کنورد شردنگه (به لهستانی:  Knorydy Średnie) یک روستا در لهستان است که در گمینا بیلسک پودلاسکی واقع شده‌است.